# Piet Piryns
Piet Piryns (Gent, 16 juni 1948) is een Belgisch journalist, auteur en redacteur.

## Levensloop
Piet Piryns is de zoon van de overtuigde Vlaams-katholieke Remi Piryns. Hij studeerde aan het Gentse Sint-Lievenscollege en aan de Katholieke Universiteit Leuven. In zijn jeugd was hij oprichter en bezieler van cabaret Rommelpot, genoemd naar het tijdschrift Rommelpot waar zijn vader aan meewerkte.
Hij ging aanvankelijk aan de slag bij de BRT als tekstschrijver voor de radio. Vervolgens werd hij in 1972 werkzaam als journalist voor Humo. Hier werd hij bekend voor de interviews die hij met Herman de Coninck maakte in de reeks Humo sprak met.... In 1977 ging hij schrijven voor Vrij Nederland, waar hij actief bleef tot hij in 1989 plaatsvervangend hoofdredacteur werd van De Morgen in opvolging van Paul Goossens. Uit protest tegen het vroege sluitingsuur van de krant - opgelegd door de uitgever - nam hij ontslag uit deze functie in 1992. Vervolgens ging hij aan de slag bij Knack, alwaar hij op 1 maart 2012 op pensioen ging. Hij is nog een van de eindredacteurs van Ruimte, het vakblad van de Vlaamse Vereniging voor Ruimte en Planning (VRP). Hij presenteert reeds jarenlang de Nacht van de Poëzie.
Piryns werkte een tijdlang aan een biografie van Hugo Claus, maar stopte ermee, onder meer wegens tijdelijke problemen met zijn gezondheid. Verder heeft Piryns geschreven voor diverse theaterproducties van De Zwarte Komedie. Hij werkte ook mee aan Lichtpunt, de uitzending van Het Vrije Woord op de VRT-televisie.
Hij is gehuwd met actrice Mia Van Roy en de vader van Groen-politica Freya Piryns.

## Discografie[6]
- Rommelpot - Vlaamse heiligen[7] (1967)
- De Elegasten - Smartlap[8][9] (1969, tekst)
- Johan Verminnen - O Grote God[10][11] (1972, tekst)

- Bibliothèque nationale de France: cb16743634q (data)
- Gemeinsame Normdatei: 172309220
- International Standard Name Identifier: 0000 0000 2678 0966
- Library of Congress Control Number: n83026340
- MusicBrainz: 39325c3c-f7ca-4696-b2ff-17b5c4bdd3e1
- Nederlandse Thesaurus van Auteursnamen: 068944403
- Système universitaire de documentation: 243138636
- Virtual International Authority File: 38284253
- WorldCat: E39PBJdmkmJYGCcyT8bVv8YVmd